# バンダイキノリ
バンダイキノリ（磐梯木海苔）とは、山地の樹木上に生ずる樹上地衣類で、日本各地のブナに好んで着生する。高さ5～8cmで、半ば直立し密に分岐して叢生状となる。乾燥すれば硬く角状になるが、湿れば柔軟となる。
東アジアの温帯の特産で、南中国から台湾にかけても分布する。
青森県南津軽郡平賀町（現在の平川市）では「パンジャム」とよび、米のとぎ汁であく抜きしてから食用としている。中国雲南省でも「樹髪」と呼んで食用としている。